# Gianfranco Contri
Gianfranco Contri (ur. 27 kwietnia 1970 w Bolonii) – włoski kolarz szosowy, wicemistrz olimpijski oraz trzykrotny mistrz świata.

## Kariera
Pierwszy sukces w karierze Gianfranco Contri osiągnął w 1991 roku, kiedy wspólnie z Flavio Anastasią, Lucą Colombo i Andreą Peronem zdobył złoty medal w drużynowej jeździe na czas podczas mistrzostw świata w Stuttgarcie. W tym samym składzie drużyna włoska zajęła drugie miejsce na igrzyskach olimpijskich w Barcelonie w 1992 roku. Był to jego jedyny start olimpijski. W tej samej konkurencji Contri zdobył jeszcze dwa złote medale: na mistrzostwach świata w Oslo w 1993 roku oraz rozgrywanych rok później mistrzostwach w Agrigento. W pierwszym przypadku partnerowali mu: Rossano Brasi, Rosario Fina i Cristian Salvato, a w drugim Cristian Salvato, Luca Colombo i Dario Andriotto. Poza tym w latach 1994 i 1996 zajmował trzecie miejsce w klasyfikacji generalnej holenderskiego Olympia's Tour, a w 1992 roku został mistrzem kraju w indywidualnej jeździe na czas.